# Alfons II de Portugal
 Alfons II de Portugal, dit el Gras (Coïmbra, 1185 - ibíd., 1233), fou rei de Portugal (1211-1223).

## Orígens famliliars
Nascut el 23 d'abril de 1185 a la capital del regne, fou fill del rei Sanç I de Portugal i Dolça de Barcelona.
Era net per línia materna del comte de Barcelona Ramon Berenguer IV i la reina Peronella d'Aragó.

## Ascens al tron
Va succeir al seu pare el 1212. Els primers anys del regnat van estar marcats per violents conflictes interns entre Alfons II i els seus germans i germanes, que van ser resolts només amb la confiscació dels béns o l'exili a Castella de la majoria d'ells.
El regnat d'Alfons II caracteritzà un estil nou de governar, contrari a la tendència bel·licista dels reis precedents. Alfons no va contestar les fronteres amb Lleó i Castella, ni va intentar l'expansió cap al sud, però va consolidar l'estructura econòmica i social del país. El primer conjunt de lleis portugueses és obra d'ell i donen abast principalment a temes com la propietat privada, el dret civil i l'encunyament de la moneda i es van enviar ambaixades a diversos països europeus, amb l'objectiu d'establir tractats comercials.
Altres reformes d'Alfons II van ser la relació de la corona portuguesa amb el Papa. Amb l'objectiu d'obtenir el reconeixement de la independència de Portugal, el seu avi Alfons I de Portugal, va ser obligat a legislar diversos previlegis per a l'Església. Més endavant, aquestes mesures van esdevenir feixugues per a Portugal, que veia l'Església desenvolupar-se com un estat dins l'estat. Un cop fermament establerta l'existència de Portugal, Alfons II va intentar de minar el poder clerical al regne i aplicar-ne part de les rendes en projectes d'utilitat nacional. Aquesta actitud va provocar un conflicte diplomàtic entre el papat i Portugal. Després d'haver estat excomunicat pel Papa Honori III, Alfons II va prometre de rectificar els seus errors contra l'Església, però va morir el 1233 sense fer cap esforç seriós per a canviar la seua política.
La ciutat d'Alcácer do Sal va ser conquerida als musulmans el 1217, durant el regnat d'Alfons II, però per iniciativa d'un grup de nobles.

## Núpcies i descendents
Es va casar el 1206 amb Urraca de Castella, filla del rei Alfons VIII de Castella i Elionor d'Anglaterra. D'aquesta unió nasqueren:
- l'ifant Sanç II de Portugal (1207-1248), rei de Portugal
- l'infant Alfons III de Portugal (1210-1279), rei de Portugal
- la infanta Elionor de Portugal (1211-1231), casada el 1229 amb Valdemar III de Dinamarca
- l'infant Ferran de Portugal (1217-1246), senyor de Serpa
- l'infant Vicenç de Portugal (1219)

Alfons II de Portugal va morir el 25 de març de 1223 a Coïmbra, i fou succeït pel seu fill més gran.